# Hiroyuki Yamamoto (compositeur)
Hiroyuki Yamamoto (山本 裕之, Yamamoto Hiroyuki), né le 7 mars 1967 est un compositeur japonais contemporain.

## Biographie
Né dans la préfecture de Yamagata, Hiroyuki Yamamoto grandit à Zushi, préfecture de Kanagawa. Il fait ses études à l'Université des arts de Tokyo dont il est diplômé en 1990. Il termine sa maîtrise en musique en 1992 au même conservatoire où il étudie la composition avec Akira Kitamura, Jo Kondo et Isao Matsushita. Après ses études, il occupe un poste à l'Université d'Iwate à Morioka dans la préfecture d'Iwate.
Yamamoto est invité à participer au Forum 91 en 1991 à l'Université de Montréal au Canada. Son travail est également joué à la semaine musicale internationale Gaudeamus en 1994. Après avoir remporté le troisième prix du Concours BMW Musica Viva en 1998, son œuvre sélectionnée Canticum Tremulum I est représentée en première audition par l'Orchestre symphonique de la Radiodiffusion bavaroise de Munich en 2000,. 
Yamamoto dirige l'Ensemble d'Ame à Tokyo de 1997 à 2000. Avec Haruyuki Suzuki, Yoshifumi Tanaka, Hiroshi Yokoshima et autres compositeurs japonais, Yamamoto est un membre fondateur du groupe Tempus Novum en 1990.

## Prix et distinctions
- Troisième prix du 58e concours de musique du Japon en 1989 avec Closed Figure
- Prix de la ligue des prix Practica Musica en 1991
- Prix, 13e concours du groupe japonais de musique contemporaine en 1996 avec Forma pour piano.
- Troisième prix du concours BMW Musica Viva en 1998 pour Canticum Tremulum I
- Premier prix du concours Toru Takemitsu de composition en 2002 pour Canticum Tremulum II[1].
- Prix de la 13e édition de composition Akutagawa en 2003

## Œuvres (sélection)
En tant que compositeur, Yamamoto écrit pour tous les genres, y compris les œuvres pour orchestre, ensembles orchestraux, chœur, musique vocale et opéra.
Opéra
- Imaginative Landscape (無伴奏モノ・オペラ《想像風景》), mono-opéra sans accompagnement pour voix de femme avec téléphone mobile et flexatone (2000)

Orchestral
- Interlude (間奏曲) pour orchestre à cordes (1990)
- Canticum Tremulum I (カンティクム・トレムルム I) (1998)
- Trumpet Lilies (トランペット・リリース) pour trompette solo et ensemble orchestral (2000)
- Canticum Tremulum II (カンティクム・トレムルム II) (2001)
- Tabulata (層) (2003)
- The Monody Community (モノディ協同体) (2005)
- Excellent Inverted V (見事な逆Ｖ字) pour orchestre à vent (2006)
- バビロンの流れを変えよ pour orchestre à vent (2007)
- インケルタエ・セディス pour orchestre à vent (2010)

Choral
- Takashi pour chœur mixte et piano (2004); paroles de Tomohisa Matsuura
- The Champa Flower (チャムパの花) pour chœur double mixte et piano (2004); paroles de Rabindranath Tagore
- Rouroutei no Uta (労労亭の歌) pour ensemble vocal et piano (2004); paroles de Tomohisa Matsuura
- Kenji-Sai (賢治祭) pour ensemble vocal (2004); paroles de Machi Tawara
- Sonor Aquae (水の音) pour ensemble vocal (2006); paroles de Matsuo Bashō

Voix
- Sonitus Ambiguus II (ソニトゥス・アンビグースII) pour voix de femme, saxophone et piano (1996)
- Umi-no Mieru Fukei (海の見える風景) pour mezzo-soprano et piano (2005); paroles de Yukari Kojima

Musique de chambre
- Closed Figure (閉ざされた形) pour alto, violoncelle, flûte, clarinette, harpe et percussion (1988–1989)
- Klanglinie (響きの輪郭) pour violon, violoncelle, flûte, clarinette, piano et percussion (1989)
- Sonitus Ambiguus I (ソニトゥス・アンビグースI) pour quatuor à cordes (1995)
- Continental Shelf (大陸棚) pour tuba solo (1996
- Integumentum (インテグメントゥム) pour saxophone soprano et sonnailles (1996)
- Concertino per trombe con sordini (弱音器群を伴うトランペット合奏のための小協奏曲) pour trompette solo, 3 trompettes, 2 cornets(1997)
- Eve I pour quatuor à cordes (1997)
- Tropic of Cancer (北回帰線) pour violon, alto, contrebasse, flûte alto, basson, trompette et percussion (1997)
- Articulation Introverted (内向的なアーティキュレーション) pour violoncelle, trompette et percussion (1998)
- Introduzione, Andante, Finale e Scherzo (序奏、アンダンテ、スケルツォと終曲) pour violoncelle, flûte, clarinette et piano (1998)
- Relay Trio (中継のトリオ) pour violon, alto et flûte (1999)
- Rite Praet, Praesens, Futurus (昨日、今日、明日) pour flûte traversière et flûte (1999)
- Noli me tangere (私に触れてはいけません) pour solo saxophone alto, violon, alto, violoncelle, contrebasse, flûte, clarinette, trompette, trombone et percussion (2000)
- Inclino (私は傾斜する) pour saxophone alto, violon, scie musicale et piano (2000)
- Relay Duo (中継のデュオ) pour violon et percussion (2000)
- Theme and 23 Variations (主題と23の変奏) pour violon et piano (2000)
- Ultro citroque (彼方と此方)pour violon, violoncelle et piano (2001)
- Boundaries on Africa (アフリカの境界) pour trompette, guitare et piano (2001)
- Liber vermiculatus (蝕べかけの本) pour zephyros et piano (2001)
- Matsumorphosis (まつもるふぉしす) pour violon solo (2001)
- Textile Texts (テクスタイル・テクスツ) pour clarinette et alto (2001)
- Eve II pour violon et violoncelle (2001)
- Le Dieu de Samuel (サミュエルの神) pour flûte, percussions, nohkan et tambours japonais (2002)
- Fareflat (フェアフラット) pour accordéon, saxophone et contrebasse (2002–2005)
- Japan Sea Monody (日本海モノディ) pour violon et trompette (2004)
- What Bridget Saw (ブリジットの見たもの) pour saxophone alto, hautbois, clarinette, clarinette basse et basson (2005)
- Strait (海峡) pour violon, violoncelle, flûte et piano (2005)
- Fault Zone (断層帯) pour violon, violoncelle, flûte, hautbois, trombone, vibraphone et percussions (2005)
- Conveying Chorale (伝達コラール) pour 8 trombones (2006)
- The Wedge Is Struck, the Fog Remains (楔を打てど、霧は晴れず) pour clarinette et piano (2006)

Piano
- Concerto de Tokyo (東京コンチェルト) (1993)
- Forma (フォールマ) (1996); remporte le prix du 13e concours de la Société japonaise pour la musique contemporaine (section japonaise de l'ISCM)
- Pars lunae (月の役割) (1999)
- Salta Trix e Terpsichore (テレプシコーレ舞踏者) (2000)
- Origo pedum I (足の起源I) (2002)
- Origo pedum II (足の起源II) (2004)
- Musique pour Haus Kasuya (ハウス・カスヤのための音楽) (2005)
- Tokyo Dance (東京舞曲) (2010)

Percussion
- Peninsula (半島) (2003)

Instruments japonais traditionnels
- Cassini Division (カッシーニ間隙) pour ensemble gagaku (2005)

## Source de la traduction
- (en) Cet article est partiellement ou en totalité issu de l’article de Wikipédia en anglais intitulé « Hiroyuki Yamamoto (composer) » (voir la liste des auteurs).
- Notices d'autorité :   - VIAF
  - ISNI
  - IdRef
  - LCCN
  - GND
  - Japon
  - CiNii
  - Lettonie
  - WorldCat